# Jalgpalliklubi Tallinna Sadam
Lo Jalgpalliklubi Tallinna Sadam, conosciuto anche come Sadam Tallinn, era una società calcistica estone di Tallinn.

## Storia
Fondata nel 1991, esordì nel campionato di terza divisione nazionale nel 1992, piazzandosi al secondo posto ed ottenendo subito una promozione. Nella stagione successiva (1992-1993) un altro secondo posto permise di centrare la promozione in Meistriliiga, la massima serie del Campionato estone di calcio.
Il club vinse due Coppe d'Estonia consecutive, nel 1996 e 1997, ed una Supercoppa d'Estonia nel 1997. Migliori piazzamenti in campionato furono i secondi posti delle stagioni 1997-1998 e 1998. Le vittorie della coppa estone consentirono alla squadra di partecipare a due edizioni di Coppa delle Coppe: in entrambi i casi il club fu eliminato al turno preliminare; il secondo posto nella stagione 1997-1998 permise, invece, alla squadra di partecipare alla Coppa UEFA, con esito analogo.
Alla vigilia della stagione 1999 effettuò una fusione con il Levadia Maardu, che dal 2004 sarebbe poi divenuto Levadia Tallinn, chiudendo di fatto la sua storia.

## Palmarès

### Competizioni nazionali
- Coppa d'Estonia: 2

1995-1996, 1996-1997
- Supercoppa d'Estonia: 1

1996

### Altri piazzamenti
- Campionato estone:

Secondo posto: 1997-1998, 1998
Terzo posto: 1996-1997
- Coppa di Estonia:

Semifinalista: 1994-1995
- Supercoppa di Estonia:

Finalista: 1997, 1998
- Esiliiga:

Secondo posto: 1992-1993
- II Liiga:

Promozione: 1992

## Statistiche e record

### Sadam Tallinn nelle coppe europee
| Stagione | Competizione      | Turno       | Nazione                | Squadra             | Andata | Ritorno | Totale |
| -------- | ----------------- | ----------- | ---------------------- | ------------------- | ------ | ------- | ------ |
| 1996-97  | Coppa delle Coppe | Preliminare | Ucraina (bandiera)     | Niva Vinnycja       | 2-1    | 0-1     | 2-2    |
| 1997-98  | Coppa delle Coppe | Preliminare | Bielorussia (bandiera) | FK Belšyna Babrujsk | 1-1    | 1-4     | 2-5    |
| 1998-99  | Coppa UEFA        | Preliminare | Polonia (bandiera)     | Polonia Varsavia    | 0-2    | 1-3     | 1-5    |

In grassetto le gare casalinghe.